# Pablo Bengoechea
Pour les articles homonymes, voir Bengoechea.
Pablo Javier Bengoechea Dutra, né le 27 juin 1965 à Rivera (Uruguay), est un footballeur uruguayen, reconverti en entraîneur.

## Biographie

### Carrière de joueur
Milieu de terrain, Bengoechea fut notamment le capitaine du Peñarol Montevideo et de l'équipe nationale d'Uruguay avec laquelle il remporta deux Copa América en 1987 et 1995, en marquant à chaque fois en finale.

### Carrière d'entraîneur
Après avoir été l'adjoint de son compatriote Sergio Markarián en équipe nationale du Pérou de 2010 à 2013, il est lui-même nommé sélectionneur, le 4 mars 2014, et ce pour un bail de 9 mois jusqu'en décembre 2014. À la fin de son bail, il devient entraîneur du CA Peñarol.
En novembre 2016, il revient au Pérou, cette fois-ci comme entraîneur de l'Alianza Lima, club qu'il mène au sacre en 2017. L'année suivante, il se hisse en finale du championnat 2018, mais l'Alianza Lima est écrasé par le Sporting Cristal, futur champion, sur un score global de 7-1 (4-1 puis 3-0). Il annonce son départ du club, fin décembre 2018. Il est rappelé par les dirigeants de l'Alianza Lima pour reprendre les rênes du club en juillet 2019 : il remporte le tournoi de clôture du championnat 2019 et dispute une deuxième finale d'affilée du championnat du Pérou, qu'il perd encore cette fois-ci devant le Deportivo Binacional. Maintenu dans ses fonctions, il démissionne le 8 mars 2020 après une défaite 2-0 lors du clásico face à l'Universitario de Deportes.

## Palmarès de joueur

### En club
CA Peñarol
- Champion d'Uruguay en 1993, 1994, 1995, 1996, 1997, 1999 et 2003.

### En équipe nationale
Uruguay
- Vainqueur de la Copa América en 1987 et 1995.

### Distinctions individuelles
CA Peñarol
- Meilleur buteur du championnat d'Uruguay en 1997 (10 buts).

## Palmarès d'entraîneur

### En club
CA Peñarol
- Vainqueur du Tournoi de clôture du championnat 2014-15.
- Vainqueur du Tournoi d'ouverture du championnat 2015-16.
- Vainqueur de la Copa Bandes 2016.

 Alianza Lima
- Champion du Pérou en 2017.
- Vainqueur du Tournoi de clôture du championnat 2019.